# Hiệp ước Tilsit

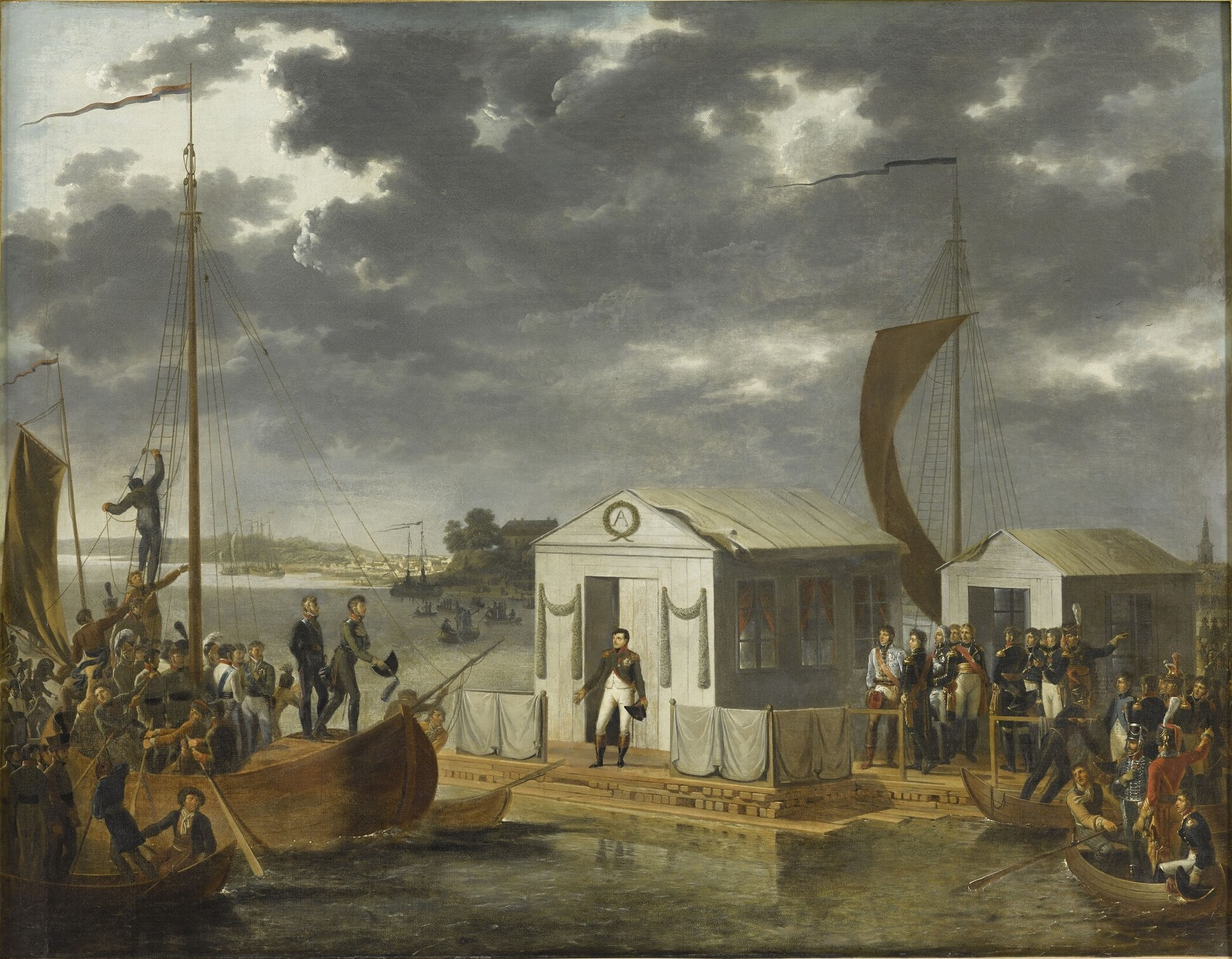
Cuộc gặp gỡ của hai vị hoàng đế trong một cái lều dựng trên một chiếc bè ở giữa sông Neman.

Hiệp ước Tilsit (tiếng Pháp: Traités de Tilsit, tiếng Đức: Friede von Tilsit, tiếng Nga: Тильзитский мир, chuyển tự Tilzitski mir) là hai hiệp định được Hoàng đế Pháp Napoléon I ký tại thị trấn Tilsit vào tháng 7 năm 1807, sau chiến thắng của ông tại Friedland. Thỏa thuận đầu tiên được ký kết vào ngày 7 tháng 7, giữa Napoléon và Hoàng đế Nga Alexander, khi họ gặp nhau trên một chiếc bè ở giữa sông Neman. Thỏa thuận thứ hai được ký với Vương quốc Phổ vào ngày 9 tháng 7. Các hiệp ước được thực hiện với cái giá phải trả là Vua Frederick William III của Phổ đồng ý đình chiến vào ngày 25 tháng 6 sau khi Grande Armée chiếm được Berlin và truy đuổi ông ta đến biên giới cực Đông của Phổ. Ở Tilsit, ông đã nhượng lại khoảng một nửa lãnh thổ của mình.
Từ những vùng lãnh thổ đó, Hoàng đế Napoléon đã tạo ra các nước cộng hòa chị em với Đế chế Pháp, được chính thức hóa và công nhận tại Tilsit, gồm có: Vương quốc Westphalia, Công quốc Warsaw và Thành bang Tự do Danzig; các lãnh thổ khác được trao cho các quốc gia phụ thuộc của Pháp và Nga.
Napoléon không chỉ củng cố quyền kiểm soát Trung Âu mà còn có Nga và đồng minh Phổ cùng ông chống lại 2 kẻ thù còn lại là Vương quốc Anh và Thụy Điển, gây ra các cuộc chiến tranh Anh-Nga và Chiến tranh Phần Lan. Thông qua Hiệp ước Tilsit cũng đã giúp giải phóng lực lượng Pháp ở mặt trận phía Đông cho Chiến tranh Bán đảo ở mặt trận phía Tây. Trung Âu lại trở thành chiến trường vào năm 1809 khi Đế quốc Áo và Anh giao chiến với Pháp trong Chiến tranh Liên minh thứ Năm.
Vì hiệp ước này với Nga mà Napoleon đã phản bội lại Liên minh Pháp-Ba Tư khi người Ba Tư phải đương đầu với cuộc xâm lược của Đế chế Nga vào các lãnh thổ Kavka của mình trong Chiến tranh Nga-Ba Tư lần thứ nhất. Hậu quả của nó là Ba Tư thất bại và phải ký vào Hiệp ước Gulistan, theo đó Iran mất các lãnh thổ ngày nay là Dagestan, miền đông Gruzia, hầu hết Cộng hòa Azerbaijan và một số vùng phía Bắc Armenia.

## Hiệp ước Pháp-Nga (7 tháng 7)

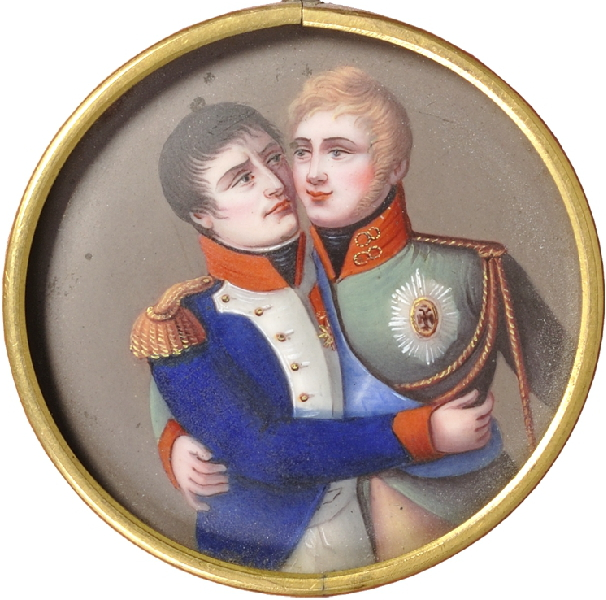
Một huy chương của Pháp có niên đại từ thời hậu Tilsit. Nó cho thấy 2 hoàng đế Pháp và Nga đang ôm nhau.

Hiệp ước đã chấm dứt chiến tranh giữa Đế quốc Nga và Đế quốc Pháp, 2 nhà nước bắt đầu một liên minh khiến phần còn lại của lục địa châu Âu gần như bất lực. Hai nước bí mật đồng ý hỗ trợ lẫn nhau trong các tranh chấp. Pháp cam kết hỗ trợ Nga chống lại Đế quốc Ottoman trong khi đó Nga đồng ý tham gia Hệ thống phong tỏa Lục địa chống lại Đế quốc Anh. Napoléon cũng thuyết phục Alexander tấn công người Anh và xúi giục gây hấn với Phần Lan chống lại Thụy Điển để buộc Thụy Điển gia nhập Hệ thống phong tỏa Lục địa. Cụ thể hơn, Sa hoàng đã đồng ý sơ tán Wallachia và Moldavia, những nơi đã bị quân Nga chiếm đóng trong Chiến tranh Nga – Thổ Nhĩ Kỳ (1806–1812). Quần đảo Ionian và Cattaro (Kotor), đã bị các đô đốc Nga Ushakov và Senyavin chiếm giữ, sẽ được giao lại cho người Pháp. Đổi lại, Napoléon đảm bảo chủ quyền và giữ nguyên hiện trạng của Công quốc Oldenburg và một số nhà nước nhỏ khác do họ hàng người Đức của Sa hoàng cai trị.

## Hiệp ước Pháp-Phổ (9 tháng 7)

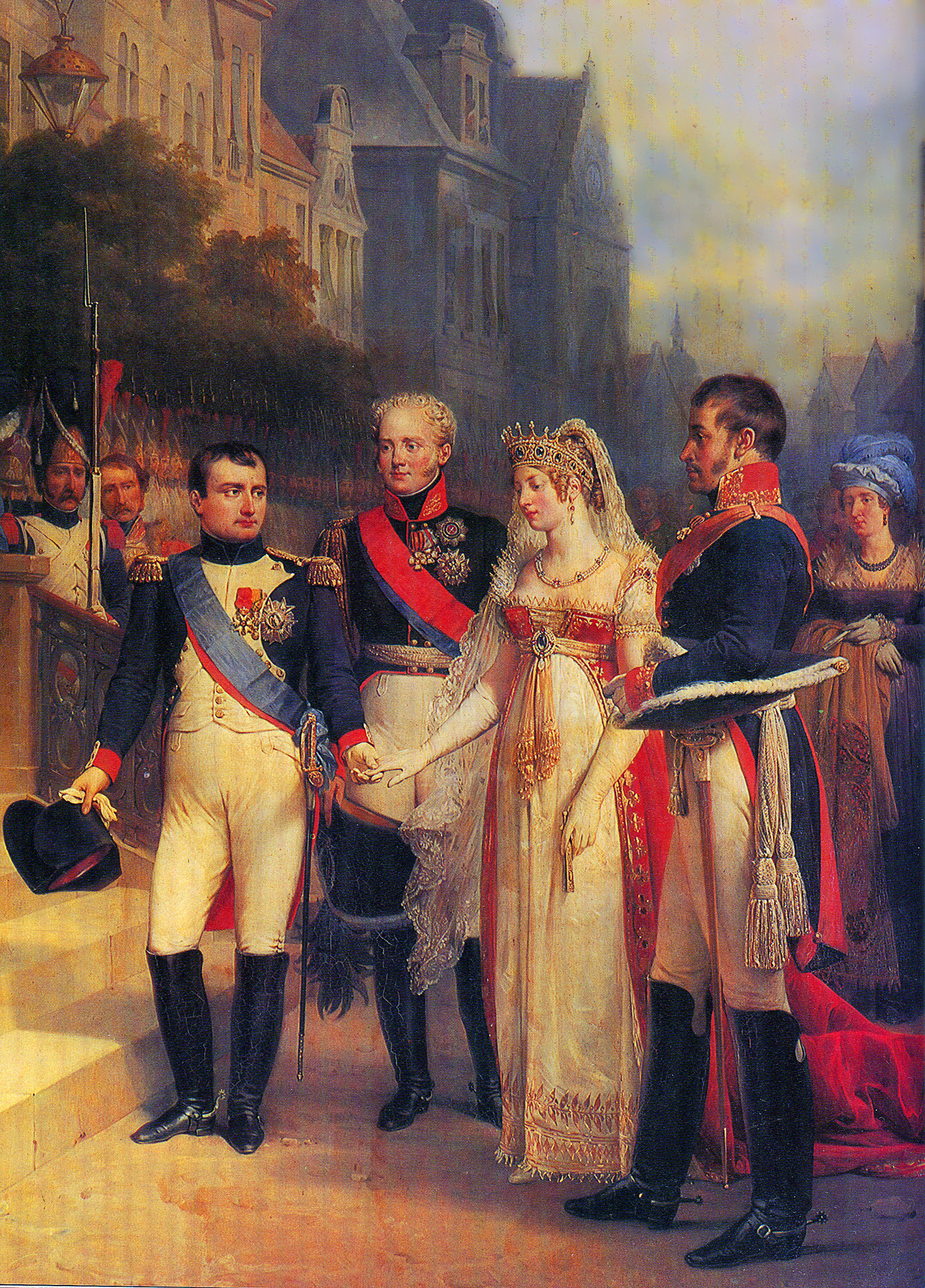
Hoàng đế Napoléon, Alexander I của Nga, Vương hậu Louise của Phổ, và Frederick William III ở Tilsit, 1807. Được vẽ bởi Nicolas Gosse, năm 1900

Hiệp ước với Phổ đã tước bỏ khoảng một nửa lãnh thổ của nước này, bao gồm: Cottbus được chuyển cho Sachsen, tả ngạn sông Elbe được trao cho Vương quốc Westphalia mới thành lập, Białystok được trao cho Đế quốc Nga (dẫn đến việc thành lập Tỉnh Belostok), và hầu hết đất đai của Ba Lan thuộc quyền sở hữu của Phổ kể từ Cuộc phân chia thứ hai và thứ ba đã trở thành Công quốc Warsaw gần như độc lập. Phổ phải giảm quân đội xuống còn 43.000 người và vào ngày 9 tháng 3 năm 1808, Pháp ấn định mức cống nạp từ Phổ là 154.500.000 franc (= 41,73 thaler Phổ), trừ đi 53.500.000 franc đã được quyên góp trong thời kỳ Pháp chiếm đóng đang diễn ra. Số tiền này đã được hạ xuống còn 120 triệu franc vào ngày 1 tháng 11 năm 1808.
Charles-Maurice de Talleyrand-Périgord đã khuyên Hoàng đế Napoléon theo đuổi những điều khoản nhẹ nhàng hơn; các hiệp ước đánh dấu một giai đoạn quan trọng trong sự ghẻ lạnh của ông với hoàng đế. Cho đến năm 1812, những người chiếm đóng Pháp đã trưng dụng tiền bạc và hiện vật từ nhiều công ty và cá nhân khác nhau, đặc biệt là bằng cách gửi lính đến các thành phố, những khoản đóng góp bổ sung lên tới từ 146 đến 309 triệu franc, theo các tính toán khác nhau. Nợ của chính phủ Phổ tăng vọt từ năm 1806 đến năm 1815 với 200 triệu thaler, tổng cộng là 180,09 triệu khoản nợ chịu lãi, 11,24 triệu trái phiếu kho bạc không hợp nhất không chịu lãi và 25,9 triệu khoản nợ cấp tỉnh trước đây do chính phủ hoàng gia đảm nhận. Các khoản nợ của các thành phố, đặc biệt là các khoản nợ của Berlin thường được thanh toán, không được chính phủ Phổ gánh chịu. Kể từ khi các chủ nợ cho rằng Phổ mắc nợ quá mức vào năm 1817, trái phiếu chính phủ lãi suất 4% đã được giao dịch trên thị trường chứng khoán với tỷ lệ chênh lệch từ 27 đến 29%, vào năm 1818 thậm chí với mức chiết khấu 35%, khiến lãi suất thực tăng lên. đến 6,15%. Khi tái cơ cấu một phần các khoản nợ vào năm 1818 bằng khoản vay 5 triệu bảng Anh (= 30 triệu bảng Anh) với lãi suất 5% tại thị trường tài chính Luân Đôn, chính phủ Phổ đã phải chấp nhận mức chênh lệch 28⅓%, do đó phải trả lãi suất hiệu dụng hàng năm là 6,98%.
Khi Hiệp ước đang được xây dựng, một nhà quan sát đã lưu ý rằng vua Phổ đang đi lại trên bờ sông Neman; Napoléon "giơ tay, và Phổ sẽ không còn tồn tại" (McKay). Do đó, nhiều nhà quan sát ở Phổ và Nga coi hiệp ước này là bất bình đẳng và là một sự sỉ nhục quốc gia. Những người lính Nga từ chối tuân theo mệnh lệnh của Napoléon, như Sự cố Lisbon đã chứng minh cho toàn bộ châu Âu. Kế hoạch kết hôn với em gái sa hoàng của Napoléon đã bị hoàng gia Nga cản trở. Sự hợp tác giữa Nga và Pháp cuối cùng đã tan vỡ vào năm 1810 khi sa hoàng bắt đầu cho phép các tàu trung lập cập bến các cảng của Nga. Năm 1812, Napoléon vượt sông Neman và xâm lược Nga, chấm dứt mọi dấu vết của liên minh.

### Những tổn thất về lãnh thổ và dân số của Phổ
Lãnh thổ của Vương quốc Phổ bị thu hẹp hơn một nửa theo các điều khoản của hiệp ước Tilsit, từ 5.700 xuống còn 2.800 dặm vuông của Phổ (323.408,4 đến 158.867,28 km2 (124.868,68 đến 61.339,00 dặm vuông)). So với 9,75 triệu dân mà đất nước này có trước hiệp ước, lãnh thổ còn lại của Phổ không còn quá 4,5 triệu dân. Nguồn thu của nhà nước, trước đây lên tới 40 triệu thaler mỗi năm, nay đã giảm với tỷ lệ còn lớn hơn; các tỉnh được nhượng lại khá giàu có và màu mỡ, và hàng triệu thaler đã được chi vào việc cải thiện chúng. Hầu như tất cả những gì Phổ có được nhờ sự chia cắt Ba Lan (1772–1795) đều bị lấy đi. Sachsen, cựu liên minh của Phổ, là nơi tiếp nhận các tỉnh; và Nga, đồng minh hùng mạnh hơn trước đây, đã giành được lãnh thổ với dân số 200.000 người. Sau đây là bảng liệt kê những tổn thất về lãnh thổ và dân số mà Phổ phải gánh chịu (không có sự mua lại của Phổ kể từ năm 1772) theo các điều khoản của hiệp ước Tilsit:
| Tài sản của người Westphalia                                     | dặm vuông Phổ                               | Cư dân  |
| ---------------------------------------------------------------- | ------------------------------------------- | ------- |
| Bá quốc Mark, với Essen, Werden, và Lippstadt,                   | 51 =2.893,65 km2 (1.117,24 dặm vuông Anh)   | 148,000 |
| Thân vương quốc Minden,                                          | 18.5 =1.049,66 km2 (405,28 dặm vuông Anh)   | 70,363  |
| Bá quốc Ravensberg,                                              | 16.5 =936,18 km2 (361,46 dặm vuông Anh)     | 89,938  |
| Lingen và Tecklenburg,                                           | 13 =737,6 km2 (284,8 dặm vuông Anh)         | 46,000  |
| Cleve, ở phía đông sông Rhine,                                   | 20.5 =1.163,14 km2 (449,09 dặm vuông Anh)   | 54,000  |
| Thân vương quốc Đông Frisia,                                     | 56.5 =3.205,71 km2 (1.237,73 dặm vuông Anh) | 119,500 |
| Thân vương quốc Münster,                                         | 49 =2.718,18 km2 (1.049,50 dặm vuông Anh)   | 127,000 |
| Thân vương quốc Paderborn,                                       | 30 =1.702,15 km2 (657,20 dặm vuông Anh)     | 98,500  |
| Thuộc sở hữu của người Sachsen                                   | dặm vuông Phổ                               | Cư dân  |
| Magdeburg, với phần lãnh thổ đó ở tả ngạn sông Elbe, Halle, & c. | 54 =3.063,87 km2 (1.182,97 dặm vuông Anh)   | 160,000 |
| Bá quốc Mansfeld,                                                | 1.0 =56,74 km2 (21,91 dặm vuông Anh)        | 27,000  |
| Thân vương quốc Halberstadt,                                     | 26.5 =1.503,57 km2 (580,53 dặm vuông Anh)   | 101,000 |
| Bá quốc Hohenstein,                                              | 8.5 =482,28 km2 (186,21 dặm vuông Anh)      | 27,000  |
| Lãnh thổ Quedlinburg,                                            | 1.5 =85,11 km2 (32,86 dặm vuông Anh)        | 13,400  |
| Thân vương Hildesheim và Goslar.                                 | 40 =2.269,53 km2 (876,27 dặm vuông Anh)     | 114,000 |

## Hậu quả
Chiến tranh Liên minh thứ Tư đã kết thúc. Chiến tranh Bán đảo bắt đầu vào ngày 19 tháng 11 năm 1807 và Chiến tranh Liên minh thứ năm bắt đầu vào năm 1809.
Sông Neman đã bị vượt qua ngay từ đầu cuộc xâm lược của Pháp vào Nga năm 1812.
Sau khi kết thúc Chiến tranh Napoléon năm 1815, Đại hội Viên sẽ khôi phục nhiều lãnh thổ của Phổ.
Bằng cách ký kết các hiệp ước này, Pháp đã bỏ mặt Ba Tư và Ottoman, trong khi các nhà cai trị của những nước này trước đây đã hy vọng vào sự giúp đỡ của Pháp theo các hiệp ước với Pháp (bao gồm Hiệp ước Finckenstein), trước sự xâm lược của Nga, và dẫn đến việc mất một phần của Ba Tư ở vùng Kavkaz, chẳng hạn như các nước cộng hòa ngày nay là Azerbaijan, Gruzia và Armenia.